# Geografie cestovního ruchu

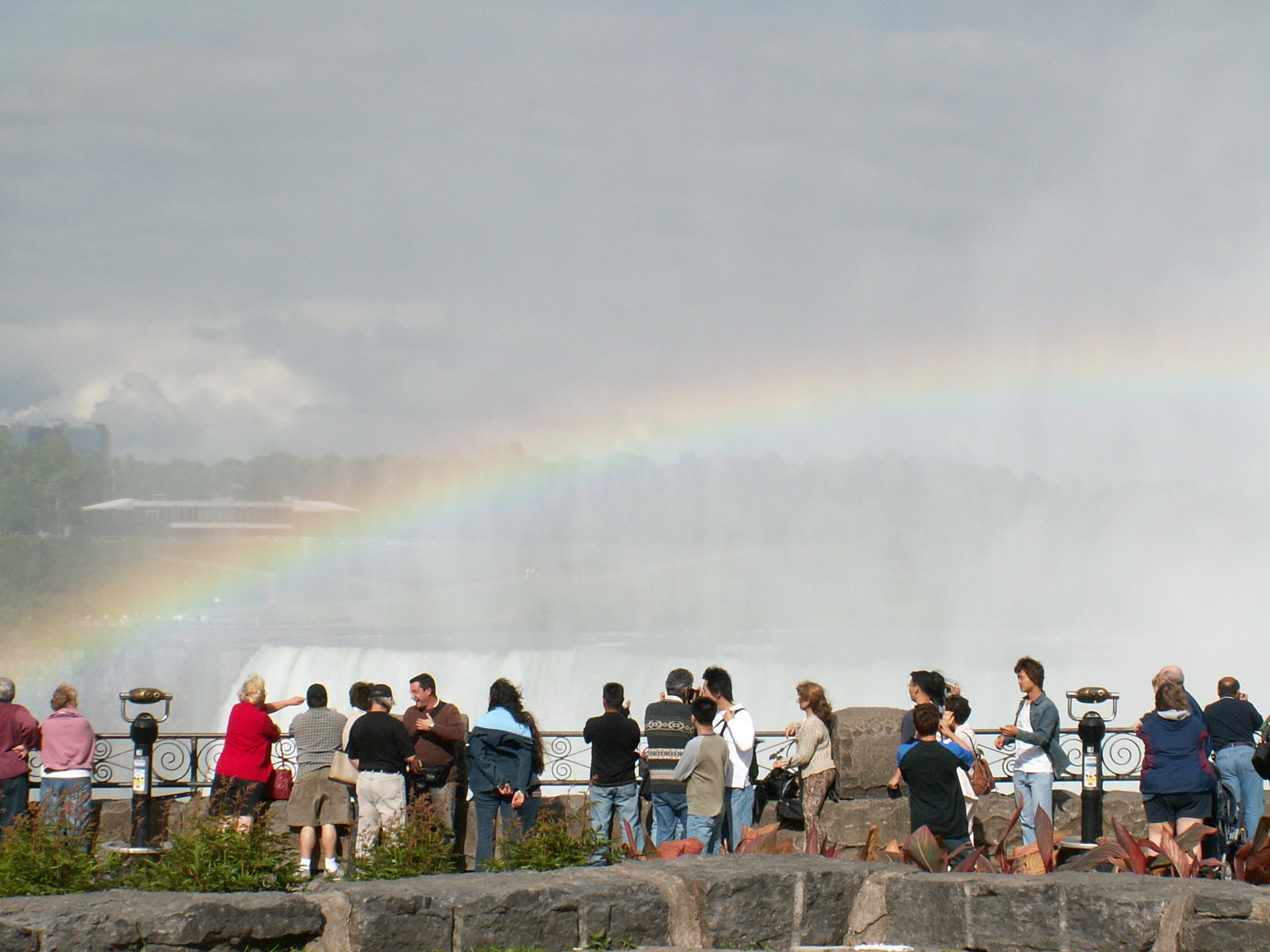
Turisté u Niagarských vodopádů

Geografie cestovního ruchu je multidisciplinární věda a disciplína socioekonomické geografie, jejímž předmětem je studium zákonitostí, činitelů a rozmístění cestovního ruchu. V minulosti byla součástí ekonomické geografie, ale během 90. let došlo k jejímu osamostatnění. V obecné rovině se zabývá geografickými problémy terciéru a obyvatelstva.

## Definice
Jednu z definic geografie cestovního ruchu nabízí Václav Hrála:
Geografie cestovního ruchu se zabývá studiem zákonitostí a činitelů a faktickým rozmístěním cestovního ruchu v oblastech rozličné velikosti a ekonomické váhy. V tomto rámci se orientuje na:
- vyhodnocování činitelů (faktorů a podmínek) rozmístění a jejich lokalizační váhy obecně i v konkrétních oblastech
- analýzu cestovního ruchu jako specifické formy migrace populace mezi oblastmi jejího vzniku a oblastmi jejího uspokojování ve vnitrostátním či mezinárodním měřítku
- hodnocení vlivu cestovního ruchu na změny ve struktuře a rozmístění hospodářství v oblasti
- vyhodnocování oblastí pro různé formy cestovního ruchu na základě přírodních a společenských předpokladů
- vymezení oblastní cestovního ruchu pro praktické hospodářské účely a použití

Václav Hrala, Geografie cestovního ruchu, s. 10-11